# 長棘大角鮟鱇
長棘大角鮟鱇為輻鰭魚綱鮟鱇目棘茄魚亞目巨棘角鮟鱇科的其中一種，發現於大西洋及西北太平洋海域，屬深海魚類，棲息深度可達2500公尺，雌魚體長可達35.4公分，雄魚體長可達11.6公分。

## 擴展閱讀
維基物種上的相關：長棘大角鮟鱇